# Overture of the Wicked
Overture of the Wicked je EP sastava Iced Earth.
Ovaj singl je uvertira u album Framing Armageddon. Singl spaja priču s albuma Something Wicked This Way Comes i Framing Armageddon. Sastoji se od 4. pjesme; jedne nove ("Ten Thousand Strong"), za koju je snimljen i spot, i 3 obrade s prvog već navedenog albuma. Singl je izašao u lipnju 2007.g.

## Popis pjesama
1. Ten Thousand Strong
2. Prophecy
3. Birth of the Wicked
4. The Coming Curse

## Postava
- Jon Schaffer - Ritam i bas-gitara, prateći vokal
- Tim Owens - Vokal
- Brent Smedley - Bubnjevi
- Tim Mills - Glavna gitara